# Финн, Константин Яковлевич
Константин Яковлевич Финн (настоящая фамилия Финн-Хальфин, 19 мая [1 июня] 1904, Москва, Российская империя — 3 января 1975, Москва, СССР) — русский советский прозаик, драматург, редактор, военный корреспондент.

## Биография
Родился в Москве, в семье служащего (сын Якова Авнеровича Хальфина и Фрейды Симоновны Повзнер). Учился в реальном училище. Работал в полтавской газете «Губернские известия» в качестве репортера.
Заведовал литературным отделом журнала «Красноармеец», был заместителем ответственного редактора журнала «Говорит СССР», редактором Радиокомитета.
Учился на Высших государственных литературных курсах (1926—1929). Публиковался сначала как прозаик, с 1930-х выступает как драматург. Член СП СССР с 1934.
Во время войны специальный военный корреспондент газеты «Известия». Член КПСС с 1961.
Урна с прахом захоронена в колумбарии Новодевичьего кладбища (секция 131).

## Творчество
Пьесы Финна (всего более 40) неизменно соответствовали текущей партийной линии, но часто критиковались за низкий художественный уровень. Пьеса «Сыновья» (1937) названа «мало удачной» даже в «Литературной энциклопедии», а в послевоенных учебниках фигурирует в ряду образцов «бесконфликтности». Пьеса «Честность», напротив, подвергалась критике за гипертрофирование надуманного конфликта.
Примитивная композиция, поверхностная психология, разбросанность и искусственность действия, откровенная дидактичность — всё это обусловливает принадлежность Финна к тривиальной литературе, по которой всегда можно увидеть, какие темы требуются в настоящий момент со стороны официоза.

## Семья
- Сыновья — Виктор Финн (род. 1933), исследователь в области искусственного интеллекта и математической логики, и Павел Финн (род. 1940), киносценарист.
- Пасынок — Михаил Викторович Гусев (1934—2005), биолог, декан биологического факультета МГУ.

## Сочинения

### Пьесы
- Вздор, 1930
- Свидание. Комедия в 3 актах, 8 картинах. Гослитиздат, М., 1935
- Большая семья. Комедия в 3 актах, 6 картинах, изд. «Искусство». М. — Л., 1937
- Сыновья, 1937
- Пётр Крымов, 1942
- Секрет красоты, 1944
- Верочка, 1945
- Ошибка Анны, 1955 // поставлена в Московском театре драмы и комедии[7]
- В одном доме, 1956
- Родился человек, 1956
- Личная жизнь, 1956
- Не от мира сего, 1956
- Начало жизни, 1958
- Дневник женщины, 1962
- Задержан на улице, 1964
- Тревожное счастье // «Театр», 1964, №9
- Сёстры-разбойницы // «Театр», 1965, №7
- Ночная Москва // «Москва», 1967, №8
- Женщина без возраста // «Театр», 1969, №11
- Опасные игры, 1970
- Драмы и комедии, 1957
- Пьесы, 1965
- Пьесы, 1972

### Проза
- Мой друг. Повести и рассказы, изд. «Земля и Фабрика», М. — Л., 1930
- Колхоз «Заря», Сборник рассказов, изд. «Земля и Фабрика», М. — Л., 1930 (в серии: «Массовая библиотека ЗиФ»)
- Третья скорость, Роман, изд. «Земля и Фабрика», М. — Л., 1930
- Семья. Рассказы, изд. «Огонек», М., 1931 (в серии: Библиотека «Огонек», № 583)
- Большие дни. Повесть, Моск. т-во писателей, М., 1933
- Окраина. Рассказы, ГИХЛ, М., 1933
- Семейная история. Рассказы, Моск. т-во писателей, М., 1933
- Василиса. Рассказы, изд. «Молодая гвардия», М., 1934
- Избранные рассказы, Гослитиздат, М., 1935
- Командир танка, 1941 (рассказы)
- Зотов и его семья, 1951 (повесть)
- Вторая столица, 1969 (повесть)
- Рассказы и повести многих лет, 1969

## Экранизации
- Окраина (фильм, 1933)